# Incursione del Kampfgruppe Peiper
L'incursione del Kampfgruppe Peiper fu uno degli episodi più drammatici e importanti dell'offensiva delle Ardenne, sferrata dall'Esercito tedesco nel dicembre 1944, durante la seconda guerra mondiale. Un gruppo da combattimento corazzato delle Waffen-SS, al comando dell'obersturmbannführer Joachim Peiper, veterano del Fronte orientale, noto per la sua spietata efficienza, penetrò in profondità nelle linee americane, partendo dal varco di Losheim, e nei primi giorni dell'offensiva fece rapidi progressi, superando deboli resistenze e seminando il panico nelle retrovie ed anche nei comandi americani.
In un primo momento le forze corazzate guidate da Peiper sembrarono mettere in pericolo lo stesso quartier generale della 1ª Armata statunitense a Spa e giunsero pericolosamente vicini ai grandi depositi di carburante a nord di Stavelot, facendo temere un disastro per gli alleati. L'avanzata fu caratterizzata anche da episodi di ingiustificata violenza contro prigionieri americani e civili belgi, sommariamente fucilati da reparti del kampfgruppe. Dopo pochi giorni, però il kampfgruppe Peiper venne seriamente intralciato da reparti del genio americani che ne ostacolarono in ogni modo l'avanzata. Inoltre, non sostenuto dagli altri reparti della 1. SS-Panzer-Division "Leibstandarte SS Adolf Hitler", l'obersturmbannführer Peiper si trovò sempre più isolato in avanti, mentre gli americani facevano convergere potenti riserve per contrastarne l'avanzata e accerchiarlo.
Dopo essere stato tagliato fuori e circondato il kampfgruppe si batté ancora strenuamente per giorni in attesa di soccorsi dall'esterno; il 23 dicembre Peiper, rimasto completamente privo di carburante e rifornimenti, dovette iniziare la ritirata a piedi dopo aver abbandonato il materiale pesante. Il 26 dicembre i resti del kampfgruppe, ridotti a 800 uomini senza mezzi motorizzati, rientrarono nelle linee tedesche dopo aver fallito la loro missione. L'avanzata del kampfgruppe Peiper fu la più pericolosa dei primi giorni dell'offensiva e la sola che, per rapidità e audacia, giunse vicina ad un successo strategico, secondo gli schemi operativi previsti dal comando tedesco.

## L'attacco della 6. Panzerarmee
Nella pianificazione dettagliata dell'OKW e del Gruppo d'armate B del feldmaresciallo Model il ruolo principale dell'operazione Herbstenebel era stato assegnato alla 6. Panzerarmee, appena organizzata al comando del fidato generale delle Waffen-SS Josef Dietrich e costituita principalmente dal I. e dal II. SS-Panzerkorps con le loro quattro Panzer-Divisionen SS veterane del fronte orientale e della battaglia di Normandia. In particolare spettava al I. SS-Panzerkorps del generale Hermann Priess sferrare, con la 12. SS-Panzer-Division "Hitlerjugend" e la 1. SS-Panzer-Division "Leibstandarte SS Adolf Hitler", l'attacco iniziale tra Monschau e Saint-Vith, sfondare rapidamente le linee americane (anche con il concorso delle divisioni Volksgrenadier 12ª e 277ª) e poi lanciarsi audacemente in profondità per effettuare un'avanzata fulminea fino alla Mosa tra Huy e Liegi.
I progetti del comando tedesco prevedevano di raggiungere queste posizioni in due o tre giorni e di conquistare d'assalto teste di ponte sul fiume per aprire la strada all'intervento del II. SS-Panzerkorps del generale Wilhelm Bittrich che avrebbe proseguito la marcia direttamente verso Anversa. Il progetto, con i suoi tempi estremamente ristretti e con la sua pianificazione troppo rigida, non teneva sufficientemente conto delle difficoltà tattiche del terreno, boscoso, con poche vie di comunicazione e solcato da numerosi corsi d'acqua, del clima invernale ed anche delle possibilità da parte delle difese americane di rallentare l'avanzata.
Per velocizzare al massimo la marcia ed evitare possibili intasamenti e confusioni logistiche, alle due divisioni corazzate del I. SS-Panzerkorps vennero assegnate direzioni di marcia separate e indicate dettagliatamente sulle cosiddette Rollbahn; le tre più settentrionali (A, B e C) dovevano essere seguite dalla 12. SS "Hitlerjugend", attraverso Elsenborn, Bütgenbach, Malmedy, Spa, Liegi, mentre alla 1. SS-Panzer-Division "Leibstandarte" spettarono le due direzioni più meridionali (Rollbahn D e E), attraverso Losheim, Lieugneville, Vielsalm, Werbomont, Huy. Le due divisioni corazzate delle SS organizzarono potenti raggruppamenti tattici per sfruttare queste vie di accesso e sbaragliare rapidamente le difese americane, in teoria non molto consistenti ed ignare del pericolo.
Quindi il generale Hugo Kraas, comandante della 12. SS "Hitlerjugend" dirottò il kampfgruppe Müller (elementi meccanizzati del SS-Panzergrenadier-Regiment 25 e cacciacarri del SS-Panzerjäger-Abteilung 12) sulla Rollbahn B, ed il kampfgruppe Kühlmann (costituito dal grosso dei mezzi corazzati del Panzer-Regiment 12, un battaglione di cacciacarri pesanti, il SS-Panzerjäger-Abteilung 560, e panzergrenadier) e il kampfgruppe Bremer (con il battaglione da ricognizione meccanizzato della divisione) sulla Rollbahn C, considerata la rotta di avanzata principale; mentre alla 1. SS "Leibstasndarte" il generale Wilhelm Mohnke, organizzò un kampfgruppe Hansen, con il SS-Panzergrenadier-Regiment 1 e i cacciaccari del SS-Panzerjäger-Abteilung 1) ed un kampfgruppe Knittel (con il battaglione da ricognizione della divisione) lungo la Rollbahn E. Sulla Rollbahn D avrebbe invece dovuto avanzare il kampfgruppe Sandig con i panzergrenadier del SS-Panzergrenadier-Regiment 2 e soprattutto il kampfgruppe Peiper, al comando del tenente colonnello Joachim Peiper.

## L'odissea del Kampfgruppe Peiper

### Organizzazione e forza delkampfgruppe

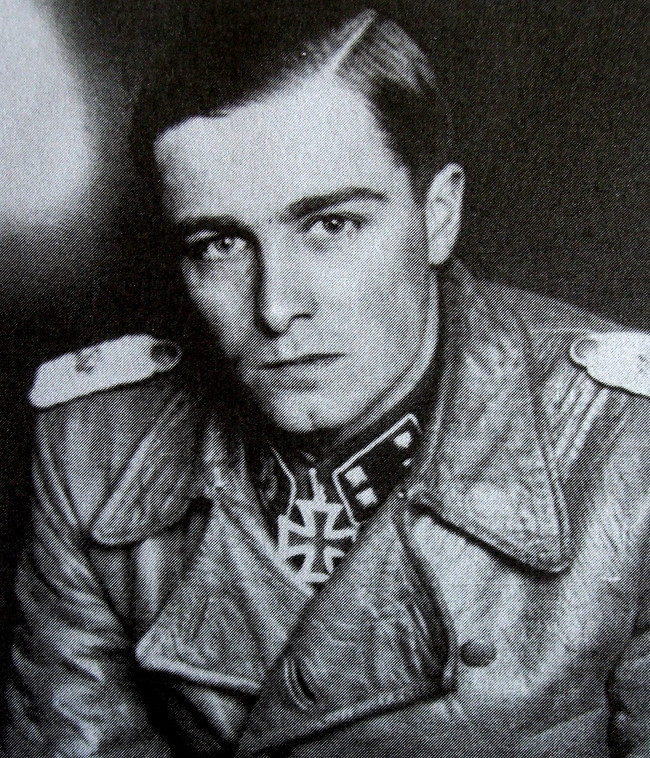
LObersturmbannführer (tenente colonnello) Joachim Peiper, lo spietato e temerario comandante del kampfgruppe principale della 1. SS "Leibstandarte" nelle Ardenne

Ufficiale molto esperto e combattivo, nonostante la giovane età, Joachim Peiper, aveva percorso tutta la sua carriera nella "Leibstandarte", mettendosi ripetutamente in evidenza prima alla testa di reparti meccanizzati di panzergrenadier e quindi con i panzer della divisione, ottenendo la prestigiosa decorazione della Croce di Cavaliere della Croce di Ferro con foglie di quercia. Particolarmente temuto per la sua aggressività e audacia, aveva guidato i suoi uomini con grande successo soprattutto sul fronte orientale, anche se il suo reparto aveva costellato le sue imprese di episodi di rappresaglie e violenze su civili e prigionieri.
Inviato in Italia nel settembre 1943, Peiper era stato protagonista anche della tragica rappresaglia di Boves, mettendo ancora una volta in mostra una grande energia, ma anche la spietatezza dei suoi metodi. Trasferito sul fronte occidentale, dopo un nuovo periodo trascorso all'est caratterizzato da durissime battaglie invernali, aveva combattuto in Normandia contribuendo soprattutto a bloccare con i suoi panzer l'operazione Goodwood, sferrata nel luglio 1944 dai britannici. Dopo aver subito un crollo nervoso nelle ultime fasi della battaglia di Normandia, il tenente colonnello Peiper rientrava ora in campo alla testa del raggruppamento meccanizzato più potente organizzato dai tedeschi nelle Ardenne, ben deciso ad eseguire la sua missione, ritenuta di decisiva importanza per il successo dell'operazione Herbstnebel.
Le forze assegnate al tenente colonnello Peiper erano particolarmente forti e consistevano del I Abteilung del SS-Panzer-Regiment 1, equipaggiato con due compagnie di carri Panzer V Panther e due di carri Panzer IV, del III Abteilung del SS-Panzergrenadier-Regiment 2, del II Abteilung del SS-Panzer-artillerie-Regiment 1, di una compagnia del SS-Panzer-pionier-Abteilung 1 e del FlaK-Sturm-Abteilung 84 (un'unità di contraerea della Luftwaffe). Inoltre, al posto del II Abteilung del reggimento corazzato, venne assegnato a Peiper anche lo Schwere SS-Panzerabteilung 101, una formazione pesante di carri Panzer VI Tiger II; nel complesso si trattava di una formazione potente e ben equilibrata di circa 5 000 soldati con una dotazione di oltre 110 carri armati: trentacinque Panther, trentacinque Panzer IV e quarantacinque Tiger II.

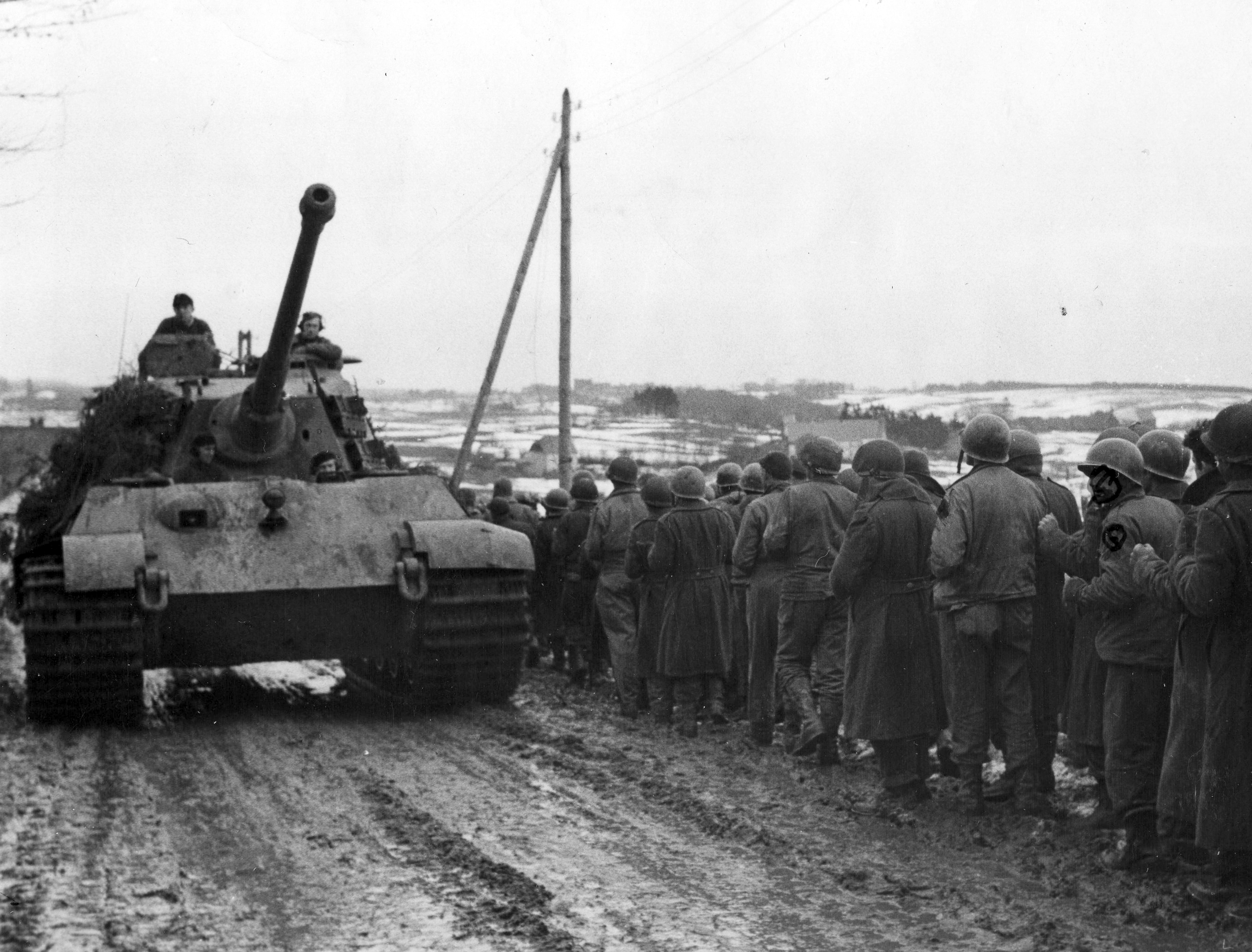
Un carro Tiger II del kampfgruppe avanza verso ovest, mentre una colonna di prigionieri americani della 99ª Divisione fanteria catturati a Honsfeld e Lanzerath, si incammina verso est

Il 14 e il 15 dicembre il generale Priess, comandante del 1º Panzerkorps-SS ed il generale Mohnke, comandante della "Leibstandarte", illustrarono per la prima volta ai comandanti subordinati (Max Hansen, Rudolf Sandig, Gustav Knittel e Peiper), durante una conferenza al posto di comando, il piano Herbstenebel e l'importante missione assegnata alle loro formazioni; fu quindi solo in questa occasione che il tenente colonnello Peiper apprese del progetto offensivo e del compito decisivo assegnato al potente kampfgruppe al suo comando. Durante la riunione del 15 dicembre, a cui partecipò anche il tenente colonnello Willy Hardieck, comandante di un kampfgruppe della famosa Panzerbrigade 150 del colonnello Otto Skorzeny (che aveva partecipato personalmente alla riunione del 14 dicembre) che, dotata di materiale fittizio di provenienza americana, doveva operare di concerto con Peiper per facilitarne l'avanzata e confondere il nemico, Peiper delineò il suo piano di operazioni. Cosciente, come enfatizzato ripetutamente anche dal generale Mohnke, dell'assoluta importanza di effettuare un'avanzata rapida e violenta senza preoccuparsi dei fianchi e delle retrovie, per cogliere di sorpresa le difese e non permettere l'afflusso delle riserve americane, decise di organizzare il kampfgruppe, al momento raggruppato al riparo nella foresta di Blankenheim, schierando in testa le due compagnie di Panzer IV, più adatte ad un agile manovra in profondità, seguite dai Panther e dai panzergrenadier su semicingolati, e lasciando in coda il battaglione di carri Tiger II del tenente colonnello Heinz von Westernhagen, mezzi ritenuti troppo ingombranti per poter seguire il ritmo di avanzata nelle disagevoli strade ardennesi.
Alla vigilia dell'offensiva delle Ardenne, il kampfgruppe Peiper costituiva il raggruppamento tattico più potente dell'Esercito tedesco e disponeva di ufficiali molto esperti, energici ed in parte fanatizzati nello spirito delle nazismo e della fedeltà al Führer, tra cui, oltre allo stesso Joachim Peiper, che apparentemente manteneva piena fiducia nella possibile vittoria della Germania, il maggiore Werner Pötschke, il capitano Georg Preuss, il capitano Josef Diefenthal, i tenenti Hans Malkomes, Werner Sternbeck e Konrad Heubeck.
Le difese americane nel settore interessato dal previsto attacco della 1. SS "Leibstandarte" erano particolarmente deboli; consistevano praticamente nel solo 14th Cavalry Group, un raggruppamento di cavalleria meccanizzata con due squadroni - il 18º e il 32º - dotati di autoblindo leggere, e di una compagnia dell'820th Tank-destroyers Battalion. Il colonnello Mark Devine, comandante del gruppo, aveva schierato le sue magre forze in piccole sezione separate intorno ai villaggi di Kobsheid, Roth, Krewinkel, Berterath e Lanzerath, subito a sud dell'importante varco di Losheim. A nord delle forze del colonnello Devine era presente la 99ª Divisione fanteria che, con due reggimenti di fanteria, sbarrava l'accesso al crinale di Elsenborn, mentre a sud del 14º Gruppo di cavalleria, dal 10 dicembre era arrivata la 106ª Divisione fanteria, unità totalmente inesperta e mai entrata in azione, che aveva sostituito la 2ª Divisione fanteria, trasferita più a nord; il maggior generale Alan W. Jones, comandante della 106ª Divisione, aveva stabilito il suo posto di comando a Saint- Vith e, ignaro del pericolo, non rafforzò il dispositivo del 14º Gruppo che stava per subire in pieno l'attacco del 1º Panzerkorps-SS.

### Avanzata in profondità
In realtà, il 16 dicembre, primo giorno dell'offensiva delle Ardenne, trascorse inizialmente in modo deludente per l'impaziente tenente colonnello Peiper; arrivato alle ore 05:00 al posto comando della 12ª Volksgrenadier-Division passata all'attacco delle posizioni del 14th Cavalry Group, dovettere attendere per ore i lenti progressi della fanteria tedesca prima di poter far avanzare le sue forze meccanizzate. Peraltro fin dall'inizio le truppe del colonnello Devine si trovarono in difficoltà e l'ufficiale statunitense perse rapidamente il controllo della situazione, ordinando una serie di confuse ritirate, prima a Mandelfeld e poi a Holzheim, mentre la guarnigione di Roth venne accerchiata e distrutta.

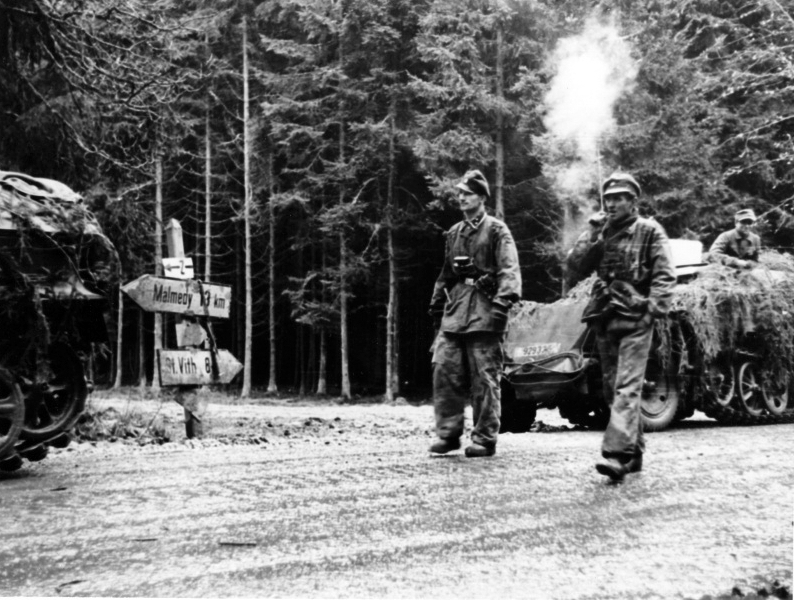
Soldati tedeschi Waffen-SS appartenenti al kampfgruppe Knittel a Kaiserbaracke, sulla strada tra Saint-Vith e Malmedy, durante l'offensiva delle Ardenne; alcune fonti hanno identificato erroneamente il sottufficiale sulla destra come il tenente colonnello Joachim Peiper.

Alle 14:00 Devine si recò precipitosamente a Saint-Vith per incontrare il maggior generale Jones e illustrare la disperata situazione delle sue truppe, trovando il generale preoccupato soprattutto per la posizione dei due reggimenti della 106ª Divisione fanteria schierati più a sud nello Schnee Eifel che rischiavano di essere accerchiati; nello stesso momento anche Peiper lasciava il posto comando della 12ª Volksgrenadier-Division e, spazientito, rientrava tra i suoi uomini per iniziare la marcia di avvicinamento alla prima linea. Ben presto tuttavia la sua potente colonna corazzata, dopo aver lasciato la foresta di Blankenheim, si trovò coinvolta in un enorme imbottigliamento del traffico di reparti dalla 12ª Volksgrenadier, della 1. SS "Leibstandarte" e della 3ª Fallschirmjäger-Division, causato dalla distruzione del ponte ferroviario di Losheimgraben che scavalcava un fossato largo dieci metri e profondo cinque.

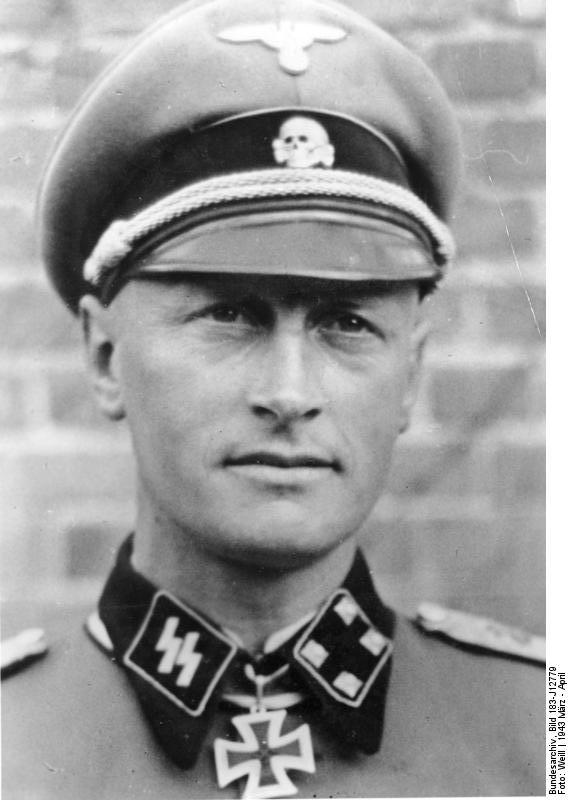
Lo standartenführer (colonnello) Max Hansen, veterano del fronte orientale e comandante di uno dei kampfgruppe della "Leibstandarte" durante l'offensiva delle Ardenne.

Alle ore 14:30 Peiper diede finalmente ordine ai suoi uomini di avanzare senza preoccuparsi di intralci e di ostacoli e di procedere rapidamente nel cuore delle difese nemiche: senza farsi intralciare dal ponte distrutto il tenente colonnello guidò i suoi mezzi lungo la scarpata della linea ferroviaria, giungendo così in serata sulla strada principale di Losheim. Alle 22:00 Peiper prese l'audace decisione di cambiare direzione di marcia, e, avendo appreso dei buoni progressi dei paracadutisti della 3ª Fallschirmjäger-Division a Lanzerath, l'ufficiale dirottò la sua colonna in questa direzione, senza farsi sconcertare dalla presenza di un campo minato. I mezzi corazzati raggiunsero quindi a mezzanotte Lanzerath, dove Peiper incontrò il colonnello Hoffmann, comandante del 99. Fallschirmjäger-Regiment; dopo qualche incomprensione tra i due ufficiali, Peiper decise di proseguire ancora e poco dopo mezzanotte abbandonò Lanzerath, dopo aver ottenuto da Hoffmann il sostegno di un battaglione di paracadutisti che venne aggregato al kampfgruppe.
Durante la notte i carri armati (carri Panther in testa, seguiti da semicingolati e carri Panzer IV) di Peiper proseguirono in avanti giungendo senza trovare opposizione alle ore 05:00 del 17 dicembre a Buchholz, che venne occupata senza difficoltà con l'aiuto dei paracadutisti. Senza arrestarsi il tenente colonnello Peiper continuò ancora ad avanzare e alle 06:00 i suoi mezzi arrivarono a Honsfeld dove travolsero di sorpresa una colonna americana, del tutto ignara della vicinanza del nemico, costituita da elementi della 99ª Divisione fanteria e del 14th Calvalry Group. Le truppe americane non offrirono alcuna resistenza, e i tedeschi del kampfgruppe occuparono facilmente Honsfeld, catturando alcune centinaia di prigionieri e notevoli quantità di materiali: 80 autocarri, 50 autoblindo e semicingolati, 15 cannoni anticarro. Già a Honsfeld il kampfgruppe Peiper diede però anche una prima dimostrazione dei suoi metodi brutali e almeno sette prigionieri americani furono fucilati dentro il villaggio.
La profonda avanzata notturna del kampfgruppe Peiper, praticamente senza opposizione, aggravò ancora la situazione del colonnello Devine e delle sue magre forze: il comandante del 14th Cavalry Group alle ore 08:00 del 17 dicembre lasciò il posto comando di Saint-Vith per ritornare tra i suoi uomini ma si trovò ben presto costretto a una nuova ritirata prima a Born e poi a Recht. La cavalleria americana era ormai in rotta: attaccata anche dal kampfgruppe Hansen che, rinforzato da alcuni paracadutisti e da qualche carro Tiger II, stava avanzando a sud di Peiper (lungo la Rollbahn E) verso Amel (che cadde alle 02:30 del 17 dicembre) e Recht, venne sbaragliata a Kaiserbaracke, dove lo stesso colonnello Devine rischiò di essere ucciso o catturato, e vicino a Poteau, dove la Task Force Myers, organizzata con i resti del 14th Group, venne sorpresa e distrutta il mattino del 18 dicembre dai panzergrenadier-SS.

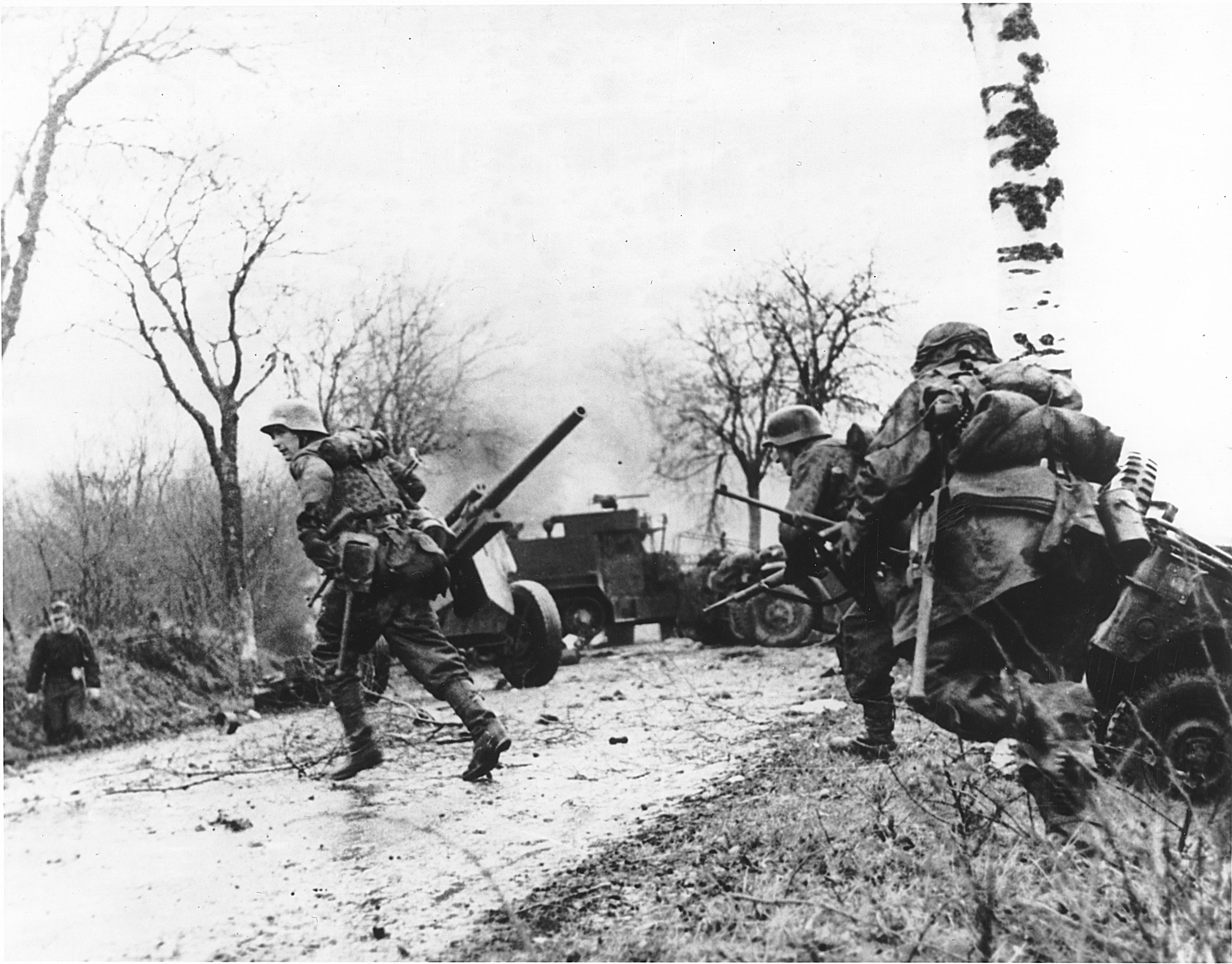
Panzergrenadier-SS del kampfgruppe Hansen in azione durante gli scontri a Poteau contro la Task Force Myers, il 18 dicembre 1944.

Devine, preda di un crollo nervoso, venne destituito dal generale Jones, mentre la posizione di Recht, su cui stava pericolosamente avanzando il colonnello Hansen, venne precipitosamente rinforzata con il Combat Command R della 7ª Divisione corazzata (tenente colonnello Warren), fatta affluire per sbarrare la via di Saint-Vith. Al mattino del 18 dicembre il kampfgruppe Hansen, rafforzato da alcuni cacciacarri, passò all'attacco in forze e dopo duri scontri occupò Recht e anche Poteau, dopo aver respinto con gravi perdite il Combat Command R; tuttavia, nel pomeriggio e nella notte l'opportuno intervento del Combat Command A della 7ª Divisione corazzata (colonnello Rosebaum), permise agli americani di riconquistare l'incrocio di Poteau e di bloccare l'avanzata del kampfgruppe Hansen, costringendolo a rimanere temporaneamente agganciato lungo la Rollbahn E senza poter supportare il gruppo di Peiper, già molto più avanti verso ovest.
Infatti, mentre si svolgevano questi violenti combattimenti, più a sud, il tenente colonnello Peiper aveva ripreso con la massima energia la sua avanzata al mattino del 17 dicembre, dopo qualche difficoltà creata da un improvviso attacco di cacciabombardieri P-47 sulla stazione di Buchholz. L'ufficiale tedesco, informato del pessimo stato della strada a ovest di Honsfeld e desideroso di impadronirsi del grande deposito americano di carburante situato a Büllingen, aveva deciso di abbandonare il percorso pianificato e di risalire verso nord-ovest lungo la cosiddetta Rollbahn C originariamente assegnata alla 12. SS "Hitlejugend", formazione che in realtà era ancora molto indietro e praticamente bloccata dalla tenace resistenza del 5º Corpo d'armata statunitense a Elsenborn. Già alle ore 08:00 il kampfgruppe raggiunse e occupò Büllingen senza molte difficoltà, il prezioso deposito rimase intatto e il tenente colonnello Peiper poté rifornire i suoi mezzi con oltre 200 000 litri di carburante.

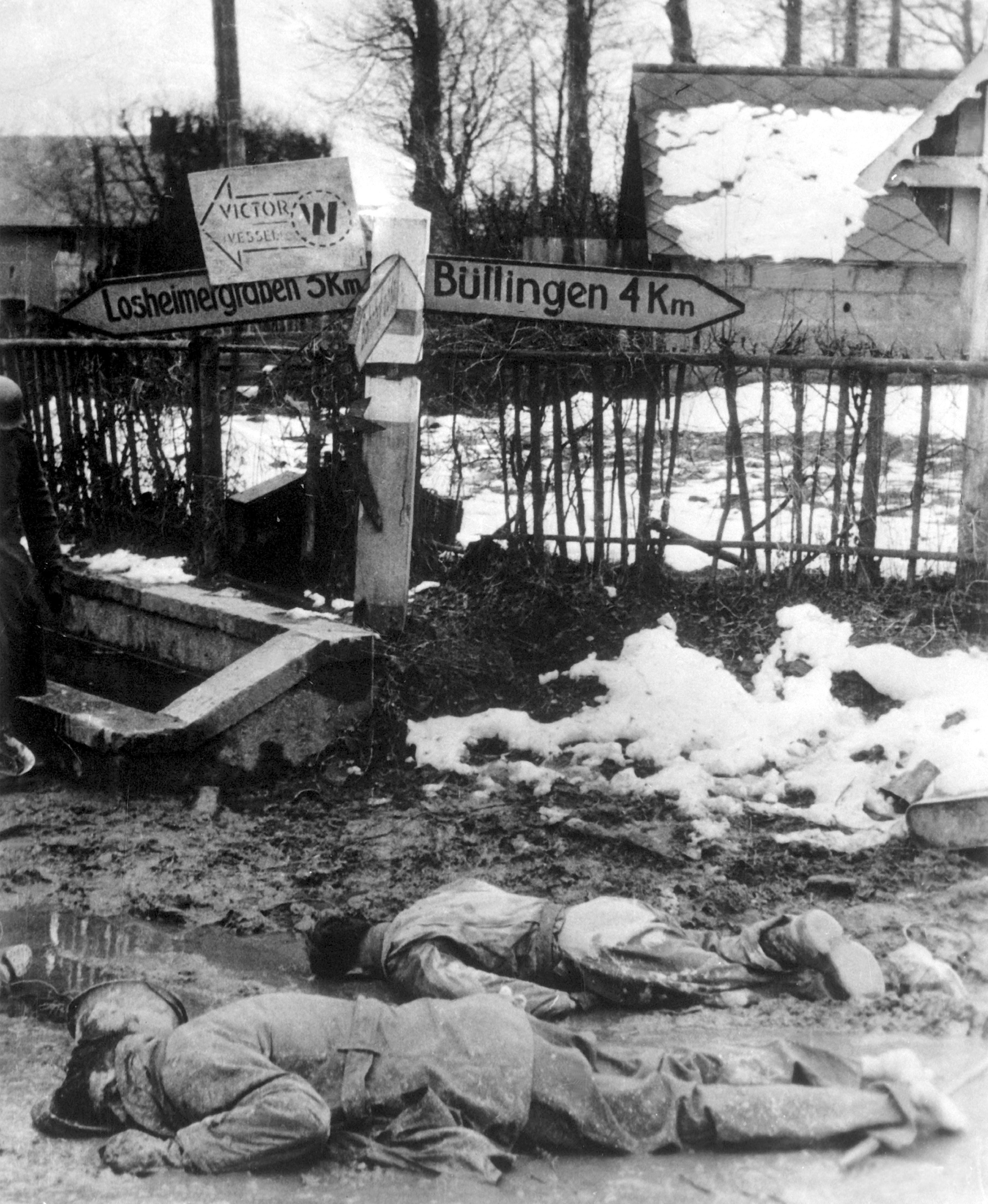
Caduti americani sulla strada da Losheim a Honsfeld.

Alle 09:30 Peiper inviò una sezione del kampfgruppe in ricognizione verso nord, ma alle 10:00, dopo che la breve puntata a nord aveva incontrato resistenza ed era stata bloccata, con la perdita di due Panzer IV, da uno sbarramento improvvisato di tank-destroyers del 644th Tank-Destroyers Battalion, la colonna corazzata riprese l'avanzata di nuovo in direzione sud-ovest verso Mödersheid, rinunciando a proseguire verso settentrione. Concentrato sulla sua missione di spingersi con la massima rapidità verso ovest e il fiume Mosa, il tenente colonnello Peiper abbandonò quindi la marcia verso nord che teoricamente avrebbe potuto portarlo alle spalle del fronte americano sul crinale di Elsenborn e quindi avrebbe condotto all'accerchiamento delle forze della 2ª e della 99ª Divisione fanteria ed al possibile crollo del settore settentrionale delle difese nemiche che stava bloccando l'avanzata della 12. SS "Hitlerjugend".
Il kampfgruppe Peiper proseguì quindi verso ovest e raggiunse rapidamente Mödersheid, Schoppen e Thirimont dove giunse alle ore 12:00 dopo aver percorso piste disagevoli, anguste e boscose; l'ufficiale tedesco, dopo aver appreso da prigionieri che a Ligneuville era stazionato l'importante quartier generale della 49ª Brigata di artiglieria antiaerea, decise di dirigersi di sorpresa verso questa località e, dopo aver raggiunto la strada pavimentata N23, individuò e sbaragliò dopo un breve scontro all'incrocio di Bagneuz l'intera batteria B del 285th Field Artillery Observation Battalion. I numerosi prigionieri vennero raggruppati in fretta sui campi circostanti la strada mentre Peiper senza attardarsi si portò in testa alla colonna per dirigere la marcia su Ligneuville. Proprio una parte di questi prigionieri sarebbero stati nelle ore successive uccisi sommariamente dai soldati tedeschi (cosiddetto Massacro di Malmédy).
Alle 13:45 del 17 dicembre i panzer di Peiper raggiunsero Ligneuville: una colonna americana di rifornimenti appartenente al Combat Command B della 9ª Divisione corazzata, al comando del capitano Seymour Green, venne distrutta, l'ufficiale cadde prigioniero e la cittadina venne occupata, ma il posto di comando della 49ª Brigata antiaerea venne evacuato in tempo e il generale di brigata Edward J. Timbelake riuscì a sfuggire alla cattura. All'uscita sud del villaggio di Ligneuville la colonna corazzata di Peiper incappò in alcuni reparti meccanizzati del Combat Command R della 7ª Divisione corazzata e del Combat Command B della 9ª Divisione corazzata in transito verso sud per raggiungere Saint-Vith e del tutto ignari della presenza dei tedeschi; nel breve ma violento scontro a fuoco tra carri, che coinvolse direttamente anche Peiper, un Panther venne distrutto, ma i panzer misero fuori combattimento due M4 Sherman e un TD M10, mentre il resto delle forze americane abbandonò rapidamente il campo, proseguendo verso sud.
Pepeir, padrone della situazione a Ligneuville, ebbe modo di far sostare le sue forze per due ore ed anche di incontrare il generale Mohnke, arrivato sul posto per installare il suo nuovo posto di comando avanzato. La situazione sembrava straordinariamente favorevole e la resistenza incontrata appariva debole e disordinata. La marcia del kampfgruppe era comunque stata segnata anche da nuovi episodi di terrore e di violenza ingiustificata; esecuzioni sommarie si verificarono a Ligneuville (otto soldati uccisi) e soprattutto a Bagneuz dove oltre settanta soldati americani prigionieri vennero uccisi in circostanze poco chiare da parte degli equipaggi dei carri armati, apparentemente su ordine del maggiore Pötschke.

### Difficoltà e ritardi
Alle ore 16:00 del 17 dicembre, il colonnello David E. Pergrin, comandante del 291º Battaglione genieri da combattimento (291th Engineers Combat Battalion), unico reparto operativo americano al momento presente a Malmedy, importante nodo di comunicazione poco a nord di Ligneuville, comunicò al tenente generale Courtney H. Hodges, comandante in capo della 1ª Armata americana con quartier generale a Spa, la sconcertante notizia che una potente colonna corazzata tedesca stava avanzando rapidamente molto ad ovest di Malmedy, apparentemente senza incontrare opposizione. Il colonnello era stato allertato poche ore prima da alcuni soldati superstiti del gruppo distrutto a Bagneuz ed in questa circostanza le autorità americane avevano appreso anche le prime notizie sul massacro di prigionieri effettuato dalle Waffen-SS.
Il generale Hodges quindi venne improvvisamente a conoscenza del grave pericolo che sovrastava le sue forze: in mancanza di provvedimenti urgenti di rafforzamento le forze corazzate nemiche erano a portata tattica dal suo posto di comando di Spa e dai grandi depositi di carburante e rifornimenti posizionati a sud e sud-est di Liegi. Fino a quel momento preoccupato soprattutto della situazione a Saint-Vith ed a Bastogne, il generale statunitense si trovò di fronte alla minaccia di uno sfondamento strategico che poteva portare al superamento della Mosa ed a un crollo della sua armata. Misure di rinforzo vennero quindi subito attivate: disponendo di scarse forze di riserva il generale Hodges dovette improvvisare un immediato trasferimento da nord all'area dello sfondamento di Peiper della combattiva 30ª Divisione fanteria (inviata dalla 9ª Armata), unità reclutata in Carolina del Nord, Carolina del Sud e Georgia, esperta e temuta per la sua aggressività dai tedeschi, che l'avevano soprannominata in Normandia le "SS di Roosevelt", a cui vennero aggregati il 743º e il 740º Tank battalion (quest'ultimo al momento quasi sprovvisto di mezzi) e il 823º Tank-Destroyers Battalion.
Inoltre anche il generale Eisenhower era intervenuto nella condotta tattica della battaglia e lo stesso 17 gennaio attivò il 18º Corpo d'armata aviotrasportato del generale Matthew Ridgway, incaricato di impegnare la 82ª Divisione aviotrasportata per chiudere la valle dell'Amblève e di assumere entro il 19 dicembre il comando di tutte le forze americane nel settore tra Malmedy, Saint-Vith e Hotton. In una seconda fase anche una parte della 3ª Divisione corazzata sarebbe intervenuta, ma per il momento il kampfgruppe Peiper, in attesa dell'arrivo di queste forze americane, aveva di fronte a sé il vuoto, a parte i genieri del 291th Engineers Combat Battalion che avevano organizzato un precario sbarramento a sud di Stavelot per proteggere l'importante ponte di pietra sull'Amblève, rinforzati la notte del 18 dicembre dal 526º Battaglione di fanteria corazzata del maggiore Paul J. Solis e da qualche cacciacarro del 825th Tank-Destroyers Battalion.
Dopo la breve sosta a Ligneuville, nella serata del 17 dicembre il kampfgruppe Peiper aveva ripreso ad avanzare in direzione di Stavelot dove giunse nell'oscurità completa alle ore 19:30; sembra che Peiper, attardatosi con il generale Mohnke, non fosse in testa alla colonna e questo fatto, unito alla stanchezza degli uomini dopo l'incessante e frenetica marcia, potrebbe spiegare lo scarso slancio mostrato dai tedeschi nell'attacco al ponte difeso dai genieri americani. Dopo un breve scontro a fuoco i tedeschi desistettero, i panzer si arrestarono senza spingere a fondo l'attacco e il kampfgruppe organizzò un bivacco sulle alture di Vaulx-Richard. Il tenente colonnello Peiper, ugualmente esausto, non raggiunse i suoi uomini prima delle ore 6,30 del 18 dicembre e decise di riprendere subito gli attacchi contro lo sbarramento a sud di Stavelot, ora rinforzato dall'arrivo della fanteria meccanizzata del maggiore Solis e dal posizionamento di alcuni cannoni anticarro da 57 e 76mm.
Dopo un violento fuoco di artiglieria preliminare i panzer passarono all'offensiva alle ore 8:00, discendendo la strada per Malmedy; un Panther venne distrutto degli anticarro, ma in breve i mezzi corazzati raggiunsero e superarono il ponte di pietra rimasto intatto nonostante i genieri americani avessero predisposto la distruzione della struttura. Verosimilmente in questa circostanza un gruppo di commando tedeschi travestiti nel quadro dell'operazione Greif riuscì nella sua missione e salvaguardò il ponte per gli uomini di Peiper. Tuttavia anche dopo la conquista del ponte la battaglia per Stavelot continuò nella mattinata del 18 dicembre: i panzergrenadier-SS dovettero lottare duramente per superare la resistenza della fanteria e dei genieri americani nelle vie della cittadina. Alle ore 10:00 il tenente colonnello Peiper, dopo essere passato sulla riva nord dell'Ambléve, senza attardarsi ulteriormente contro i reparti del maggiore Solis, ripartì in direzione sud-ovest, verso Trois-Ponts, costeggiando la riva settentrionale del fiume, mentre gli americani ripiegavano a nord di Stavelot. Fu in questa occasione che il maggiore Solis, temendo di essere inseguito dai panzer lungo la strada di Francorchamps diede fuoco agli enormi depositi di carburante scaglionati per otto km lungo la strada: 548 000 litri di benzina vennero incendiate prima che Solis, avvertito che i tedeschi avevano invece svoltato verso sud, sospendesse le distruzioni.
Nel frattempo Peiper aveva raggiunto rapidamente Trois-Ponts, alla confluenza dell'Ambléve e del Salm e aveva organizzato un attacco a tenaglia per conquistare la cittadina e soprattutto altri tre ponti di fondamentale importanza: uno sull'Ambléve a nord e due sulla Salm a sud. Per attaccare questi ultimi due ponti, l'ufficiale tedesco aveva radunato già in precedenza a sud di Stavelot una parte dei suoi panzer (due compagnie di Panzer IV e una compagnia di pionieri d'assalto) che quindi si diressero verso Wanne (lungo la Rollbahn E), mentre il grosso con Peiper, sempre sulla riva nord dell'Ambléve (la Rollbahn D), puntò su Trois-Ponts, difesa debolmente da reparti di genieri con un cannone anticarro da 76mm.
Alle 10:45 la colonna settentrionale del kampfgruppe irruppe dentro Trois-ponts dopo aver superato la resistenza dei genieri che tuttavia riuscirono a far saltare il ponte sull'Ambléve, bloccando quindi il passo a Peiper che dovette anche rinunciare ad un problematico attraversamento a guado del fiume; anche la colonna meridionale inizialmente avanzò senza difficoltà fino al villaggio ma, giunti al Salm, si trovarono anch'essi di fronte alla distruzione del ponte su questo fiume e dovettero quindi ritornare a Vaulx-Richard, tranne una compagnia di carri Panzer IV che rimase a Wanne. Di fronte alla distruzione da parte dei combattivi genieri americani dei preziosi ponti, il tenente colonnello Peiper dovette quindi rinunciare ad avanzare lungo la Rollbahn E per puntare su Werbomont, Hamoir e Huy, e fu costretto a risalire sempre lungo la riva nord dell'Ambléve, in direzione di La Gleize che peraltro venne raggiunta senza difficoltà e senza incontrare resistenza alle ore 13:00. Alcuni reparti tedeschi occuparono anche un ponte intatto a Cheneu che Peiper si affrettò ad attraversare per avanzare finalmente a sud dell'Ambléve.
In questa fase il kampfgruppe venne improvvisamente attaccato da cacciabombardieri americani del 365th Fighter Group, affiancati da elementi del 366th Fighter Group e del 405th Fighter Group; l'attacco, che si prolungò per alcune ore e che impedì ai tedeschi di riprendere l'avanzata fino alle ore 16:00, ottenne pochi risultati (solo una decina di veicoli vennero distrutti, tra cui due carri Panther) ma ritardò la marcia che finalmente riprese nel pomeriggio. Gli elementi di testa del kampfgruppe raggiunsero in serata il ponte sulla Lienne di Neufmoulin che tuttavia venne nuovamente fatto esplodere in tempo dai genieri americani, impedendo ai tedeschi di avanzare a ovest verso Werbomon; il tenente colonnello Peiper si trovò quindi costretto, dopo il fallimento di altre puntate oltre la Lienne bloccate da alcuni cacciacarri del 823th Tank-Destroyers Batallion, a ritornare a nord dopo aver lasciato alcuni reparti a Cheneux.
Verso le 23:00 del 18 dicembre il grosso del kampfgruppe si arrestò a mezza strada tra La Gleize e Stoumont per la sosta notturna, dove venne raggiunto prima dell'alba da una piccola ma preziosa colonna di rifornimenti che permise a Peiper di riorganizzare le sue forze e di proseguire la sua sempre più difficoltosa avanzata, intralciata dai tenaci reparti americani, dalle difficoltà del terreno, boscoso, angusto e poco adatto ai carri armati e anche dalle persistenti carenze di carburante. Nonostante questi crescenti problemi, gli uomini del kampfgruppe e lo stesso Peiper mantenevano ancora il morale alto e sembravano fiduciosi del successo, dopo la rapida e poco contrastata avanzata in profondità dei due giorni precedenti.